# Harry Pickering
Harry Leslie Pickering (Chester, 29 dicembre 1998) è un calciatore inglese, difensore del Blackburn.

## Carriera
Cresciuto nel settore giovanile del Crewe Alexandra, debutta il 9 agosto 2017 nella sfida di EFL Cup persa contro il Bolton per 2-1. Il debutto in campionato arriva tre giorni dopo, giocando titolare il match pareggiato per 1 a 1 contro il Newport Country. Il primo gol tra i professionisti arriva il 24 febbraio del 2018, nella vittoria per 4 a 1 sul campo del Lincoln.
Dopo aver collezionato più di 150 presenze in 4 stagioni si trasferisce al Blackburn Rovers, militante in Championship.

## Statistiche

### Presenze e reti nei club
Statistiche aggiornate al 18 aprile 2025.
| Stagione               | Squadra                | Campionato             | Campionato | Campionato | Coppe nazionali | Coppe nazionali | Coppe nazionali | Coppe continentali | Coppe continentali | Coppe continentali | Altre coppe | Altre coppe | Altre coppe | Totale | Totale |
| Stagione               | Squadra                | Comp                   | Pres       | Reti       | Comp            | Pres            | Reti            | Comp               | Pres               | Retin              | Comp        | Pres        | Reti        | Pres   | Reti   |
| ---------------------- | ---------------------- | ---------------------- | ---------- | ---------- | --------------- | --------------- | --------------- | ------------------ | ------------------ | ------------------ | ----------- | ----------- | ----------- | ------ | ------ |
| 2017-2018              | Crewe Alexandra        | FL2                    | 35         | 3          | FACup+CdL       | 3+1             | 0               | -                  | -                  | -                  | -           | -           | -           | 39     | 3      |
| 2018-2019              | Crewe Alexandra        | FL2                    | 32         | 0          | FACup+CdL       | 1+1             | 0               | -                  | -                  | -                  | -           | -           | -           | 34     | 0      |
| 2019-2020              | Crewe Alexandra        | FL2                    | 35         | 3          | FACup+CdL       | 4+1             | 0               | -                  | -                  | -                  | -           | -           | -           | 40     | 3      |
| 2020-2021              | Crewe Alexandra        | FL1                    | 44         | 3          | FACup+CdL       | 2+1             | 0               | -                  | -                  | -                  | -           | -           | -           | 47     | 3      |
| Totale Crewe Alexandra | Totale Crewe Alexandra | Totale Crewe Alexandra | 146        | 9          |                 | 14              | 0               |                    | -                  | -                  |             | -           | -           | 160    | 9      |
| 2021-2022              | Blackburn              | FLC                    | 32         | 2          | CdL             | 1               | 0               | -                  | -                  | -                  | -           | -           | -           | 33     | 2      |
| 2022-2023              | Blackburn              | FLC                    | 40         | 1          | FACup+CdL       | 5+1             | 0               | -                  | -                  | -                  | -           | -           | -           | 46     | 1      |
| 2023-2024              | Blackburn              | FLC                    | 36         | 1          | FACup+CdL       | 1+4             | 0               | -                  | -                  | -                  | -           | -           | -           | 41     | 1      |
| 2024-2025              | Blackburn              | FLC                    | 15         | 0          | CdL             | 2               | 0               | -                  | -                  | -                  | -           | -           | -           | 17     | 0      |
| Totale Blackburn       | Totale Blackburn       | Totale Blackburn       | 123        | 4          |                 | 14              | 0               |                    | -                  | -                  |             | -           | -           | 137    | 4      |
| Totale Carriera        | Totale Carriera        | Totale Carriera        | 269        | 13         |                 | 28              | 0               |                    | -                  | -                  |             | -           | -           | 297    | 13     |